# Гэмбин, Люк
Люк Гэмбин (англ. Luke Gambin; 16 марта 1993, Саттон, Лондон, Великобритания) — английский и мальтийский футболист, полузащитник клуба «Саттон Юнайтед» и сборной Мальты.

## Биография

### Клубная карьера
Родился в 1993 году в Саттоне, районе Большого Лондона. Воспитанник клуба «Уимблдон», в 2010 году подписал контракт с клубом «Барнет». В его составе дебютировал в Лиге 2 в концовке сезона 2011/12 в матче против «Уимблдона», появившись на замену на 87-й минуте. По итогам следующего сезона 2012/13 Барнет вылетел в национальную лигу (D5), однако через 2 сезона, став победителем дивизиона, клуб вернулся в Лигу 2. К тому моменту Гэмбин являлся основным игроком в клубе и зимой 2017 года он подписал контракт с «Лутон Таун». Сезон 2017/18 «Лутон» завершил на второй строчке и добился выхода в Лигу 1, однако в самом начале сезона Гэмбин был отдан в аренду на один сезон в клуб Лиги 2 «Кроли Таун». После окончания аренды, игрок покинул «Лутон» и подписал контракт с другим клубом Лиги 2 «Колчестер Юнайтед».

### Карьера в сборной
Поскольку по отцовской линии Гэмбин имеет мальтийское происхождение, он имел право выступать за сборную Мальты. В июне 2015 года он впервые был приглашён в тренировочный лагерь национальной сборной, а после приобретения мальтийского паспорта, получил свой первый полноценный вызов в сборную в мае 2016 года. Тогда же, 27 мая, он дебютировал за сборную Мальты в товарищеском матче со сборной Чехии, в котором провёл на поле 74 минуты.

## Достижения
«Барнет»
- Победитель национальной лиги: 2014/15